# Sun Mengran
Sun Mengran (16 de julho de 1992) é uma basquetebolista profissional chinesa.

## Carreira
Sun Mengran integrou a Seleção Chinesa de Basquetebol Feminino na Rio 2016, terminando na décima colocação.